# Atrichopogon sebessi
Atrichopogon sebessi är en tvåvingeart som beskrevs av Remm 1981. Atrichopogon sebessi ingår i släktet Atrichopogon och familjen svidknott. Inga underarter finns listade i Catalogue of Life.